# Hovatipula pheletes
Hovatipula pheletes är en tvåvingeart som beskrevs av Alexander 1960. Hovatipula pheletes ingår i släktet Hovatipula och familjen storharkrankar.
Artens utbredningsområde är Madagaskar. Inga underarter finns listade i Catalogue of Life.